# Погост (Пудожский район)
Пого́ст — деревня в Пудожском районе Республики Карелия, Входит в состав Кривецкого сельского поселения.
Комплексный памятник истории.

## География
Расположена на полуострове на западном берегу Колодозера, в 2,5-3 км от автодороги Пудож — Каргополь.

## История
Первое упоминание о деревнях при Колодозере встречается в Писцовых книгах 1496 г.:

в Обонежской пятине, в Никольском погосте в Пудожском, … волость Марфинская Исаковы, на Колодозере, а в ней 49 деревень, пашни 44 обжи с полутретью

Деревня Погост, наиболее древняя из сохранившихся Колодозерских деревень, является центральным поселением куста. Центром самой деревни являлся храмовый комплекс, состоявший из шатровой церкви Рождества Богородицы постройки 1784 года и шатровой колокольни того же времени (XVIII век), отделённых от остальной части деревни деревянной рубленой оградой с торговыми лавками.
От становой квартиры и уездного города 70,5 верст, 82 версты от пароходной пристани, одна — от ближайшего поселения.
С января 1870 года в деревне располагалось волостное правление Колодозерской (бывшей Пирзаковской волости).
По состоянию на 1873 год Погосское, оно же Колодозерский погост входило в первый стан. Население составляло 98 человек. Дворов было 12. Имелась церковь православная.
1905 год — 20 домов, 23 семьи, всего 166 человек. Имелась 21 лошадь, 27 коров и 40 голов прочего скота.
Деревня входила в состав Колодозерского общества Колодозерской волости Пудожского уезда Олонецкой губернии.

## Население
| 2002 | 2009 | 2010 | 2013 |
| ---- | ---- | ---- | ---- |
| 106  | ↘103 | ↘74  | ↘66  |

## Инфраструктура
Личное подсобное хозяйство с зоной сельскохозяйственного использования, индивидуальная застройка усадебного типа. Школа, библиотека.

## Достопримечательности, памятные места
В деревне расположена церковь Рождества Пресвятой Богородицы.

## Транспорт
Деревня доступна автотранспортом.